# De hoogen Steener
De hoogen Steener (hochdeutsch: die hohen Steine) sind eine zwischen 3500 und 2800 v. Chr. entstandene Megalithanlage der Trichterbecherkultur (TBK). Sie befindet sich etwa drei Kilometer nördlich von Werlte in Niedersachsen. Die Megalithanlage trägt die Sprockhoff-Nr. 830. Das Ganggrab ist eine Bauform jungsteinzeitlicher Megalithanlagen, die aus einer Kammer und einem baulich abgesetzten, lateralen Gang besteht. Diese Form ist primär in Dänemark, Deutschland und Skandinavien, sowie vereinzelt in Frankreich und den Niederlanden zu finden. Neolithische Monumente sind Ausdruck der Kultur und Ideologie neolithischer Gesellschaften. Ihre Entstehung und Funktion gelten als Kennzeichen der sozialen Entwicklung.

## Beschreibung
Die etwa 28 Meter lange und zwei Meter breite Emsländische Kammer des Ganggrabes, liegt nahezu ohne erhaltene Randsteine in der einstigen ovalen Einfassung. Sie ist die längste Kammer einer Megalithanlage in Niedersachsen und wird auch in Mittel- und Nordeuropa von einigen Anlagen in der Drenthe (Niederlande) nur was die Steinanzahl (Havelte D53 mit 64 Steinen) betrifft übertroffen. Die zum Teil im neu aufgeschütteten Hügel verborgenen Tragsteine tragen noch 14 erhaltene von einst wahrscheinlich 17 Decksteinen. Der Zugang lag in der Mitte der südlichen Langseite, wo zwei erhaltene Steine die Gangmündung anzeigen.

## Funde
1864 fand J. H. Müller unter den Decksteinen „Bruchstücke verzierter Urnen“. Im Jahre 1906 fand Hans Müller-Brauel bei der Ausräumung der Kammer einige Steingeräte und Mengen verzierter Gefäßscherben.